# Brausch Niemann
Ambraüsus »Brausch« Niemann, južnoafriški dirkač Formule 1, * 7. januar 1939, Durban, Južnoafriška republika.
Brausch Niemann je upokojeni južnoafriški dirkač Formule 1. V svoji karieri je nastopil le na dveh domačih dirkah, zadnji dirki sezone 1963 za Veliko nagrado Južne Afrike, kjer je zasedel štirinajsto mesto z več kot devetnajstimi krogi zaostanka za zmagovalcem, in prvi dirki sezone 1965 za Veliki nagradi Južne Afrike, kjer se mu ni uspelo kvalificirati na dirko.

## Popolni rezultati Formule 1
(legenda) (odebeljene dirke pomenijo najboljši štartni položaj, poševne pa najhitrejši krog, †-uvrščen kljub odstopu)
| Leto | Moštvo      | Šasija   | Motor           | 1       | 2   | 3   | 4   | 5  | 6   | 7   | 8   | 9   | 10     | Prv | Toč |
| ---- | ----------- | -------- | --------------- | ------- | --- | --- | --- | -- | --- | --- | --- | --- | ------ | --- | --- |
| 1963 | Ted Lanfear | Lotus 22 | Ford Straight-4 | MON     | BEL | NIZ | FRA | VB | NEM | ITA | ZDA | MEH | JAR 14 | -   | 0   |
| 1965 | Ted Lanfear | Lotus 22 | Ford Straight-4 | JAR DNQ | MON | BEL | FRA | VB | NIZ | NEM | ITA | ZDA | MEH    | -   | 0   |